# Deilephila rivularis
Deilephila rivularis är en fjärilsart som beskrevs av Jean Baptiste Boisduval 1875. Deilephila rivularis ingår i släktet Deilephila och familjen svärmare. Inga underarter finns listade i Catalogue of Life.